# Pseudophaloe latifascia
Pseudophaloe latifascia là một loài bướm đêm thuộc phân họ Arctiinae, họ Erebidae.